# Muzyka postmodernistyczna
Muzyka postmodernistyczna – określenie określające muzykę komponowaną od lat siedemdziesiątych XX w. Jest to nie tyle „muzyka postmodernistyczna”, ile „muzyka w postmodernistycznym świecie”, wywodząca się „z wielości kultur i środowisk, z których wywodzili się kompozytorzy”.
Cechy typowe lub najważniejsze utworów określanych jako postmodernistyczne:
- dorobek minionych epok traktowany jak magazyn motywów, którymi można dowolnie manipulować,
  - utwory w historycznych stylach, epizodycznie budzące skojarzenia z nowoczesnością (np. Krzysztofa Pendereckiego),
  - kolaże (Berio, Sznitke),
  - utwory sprawiające wrażenie muzyki znanej, a zarazem przeobrażonej (Arvo Pärt, Paweł Szymański)
- Rehabilitacja konsonansów i melodii
  - Diatonika
- Częsta powtarzalność motywów lub akordów (jak w minimalizmie)
  - Długo trwające brzmienia (Henryk Górecki)
- Wyraźny emocjonalizm, patos i sentymentalizm często w romantycznym duchu, a z drugiej strony sztuka może być bliska zabawie, nawet zabawna. Może być skontrastowana, zaskakująca, bulwersująca inaczej niż modernistyczna (np. Sznitke)
- Nawiązania do muzyki rockowej, a nawet popularnej (Paweł Mykietyn)
- W przeciwieństwie do modernizmu: obojętność na idee postępu, na postulat zmieniania świata przez sztukę.
- Lekceważenie profesjonalnego opanowania warsztatu i estetyczna nobilitacja felerów (estetyka usterki).